# Arachnothera
Arachnothera es un género de aves paseriformes perteneciente a la familia Nectariniidae. Sus miembros se encuentran en los bosques de la región indomalaya.

## Especies
Se reconocen 13 especies en este género:
- Arachnothera longirostra - arañero chico;
- Arachnothera flammifera - arañero filipino;
- Arachnothera dilutior - arañero de Palawan;
- Arachnothera crassirostris - arañero picogordo;
- Arachnothera robusta - arañero piquilargo;
- Arachnothera flavigaster - arañero de anteojos;
- Arachnothera chrysogenys - arañero carigualdo;
- Arachnothera clarae - arañero caricalvo;
- Arachnothera modesta - arañero modesto;
- Arachnothera affinis - arañero pechiestriado;
- Arachnothera everetti - arañero de Everett;
- Arachnothera magna - arañero estriado;
- Arachnothera juliae - arañero de Whitehead.